# Accident de Ramstein
L'accident de Ramstein est une des plus grandes catastrophes aériennes ayant eu lieu à l'occasion d’un meeting aérien.
Le 28 août 1988, trois appareils de la patrouille nationale italienne des Frecce Tricolori se heurtent en vol lors de la fête aérienne donnée sur la base américaine de Ramstein, située près de Kaiserslautern en Rhénanie-Palatinat, Allemagne de l'Ouest. L'accident se produit à la suite d'une figure particulièrement spectaculaire appelée le « Cœur percé ».
En plus des trois pilotes italiens tués lors de la collision, cinquante-et-une personnes meurent sur le coup parmi les spectateurs et les forces de sécurité, lorsque les avions s'écrasent au sol. Seize autres victimes meurent ultérieurement des suites de leurs blessures et l'accident fait également 346 blessés graves. Au total, ce sont environ 1 500 personnes qui doivent bénéficier de soins médicaux et psychologiques à la suite de l'accident.

## Circonstances de l'accident

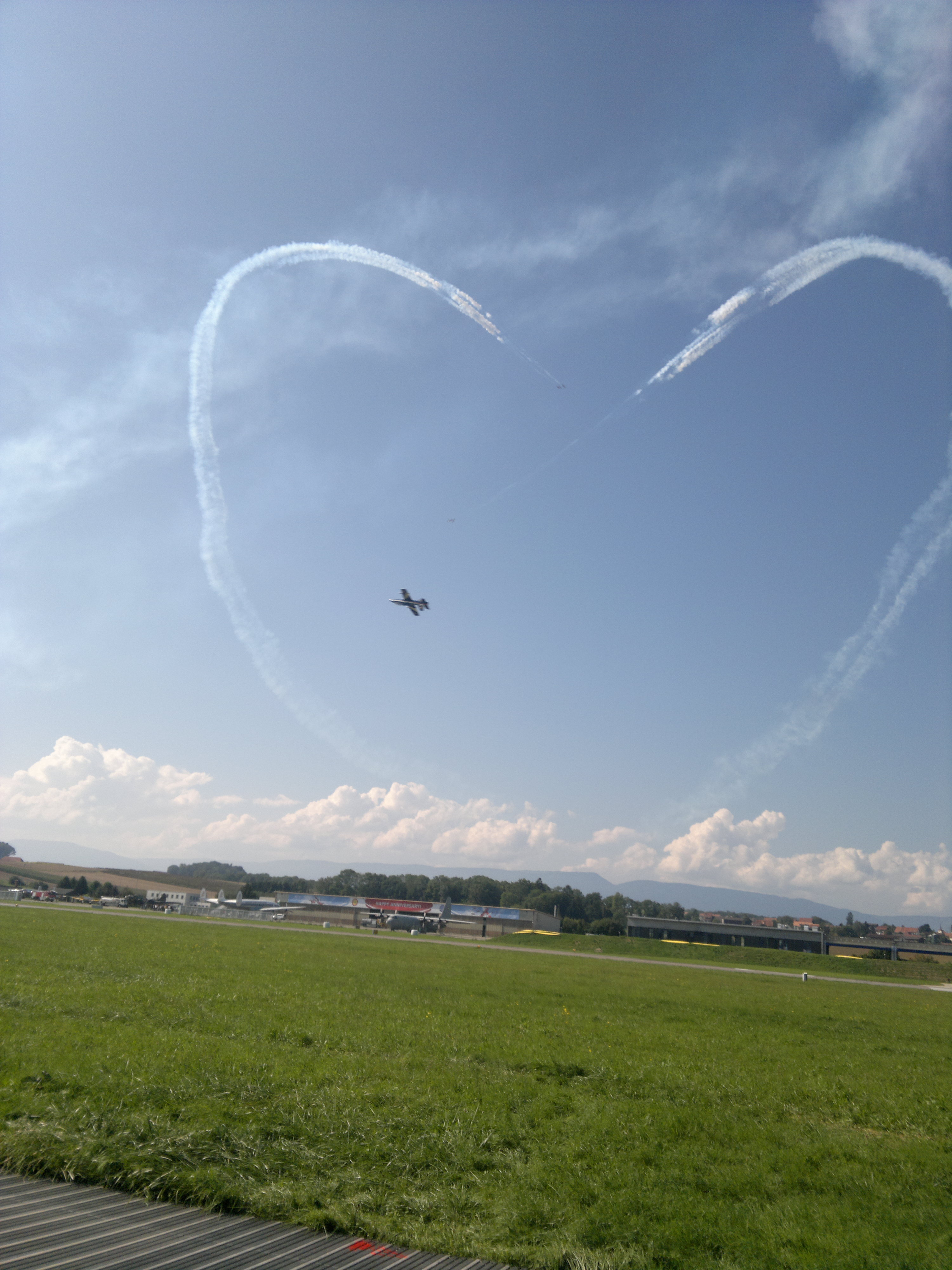
La figure du « Cœur percé », telle qu'elle est à nouveau montrée depuis 2006.

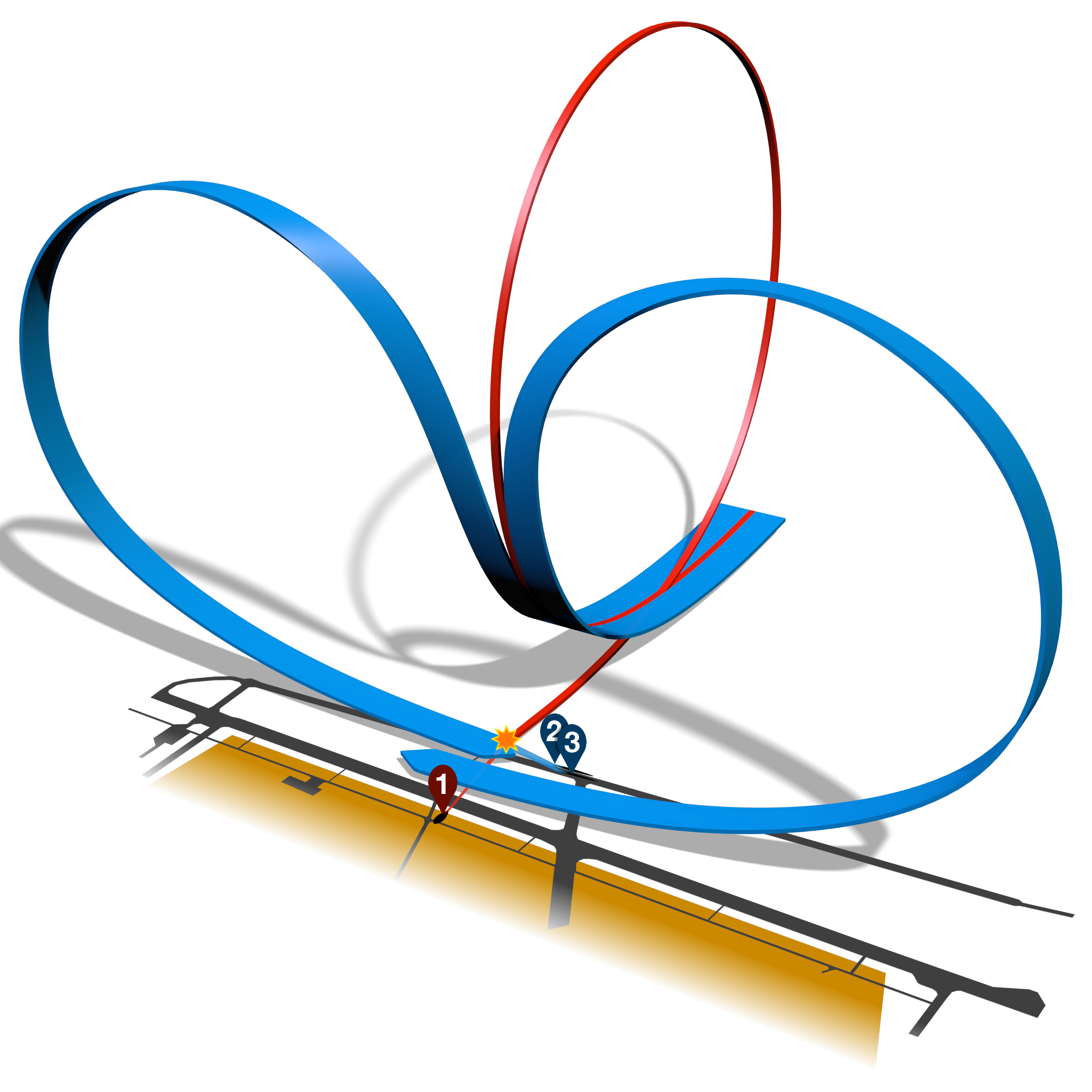
Illustration de la figure du « Cœur percé ».

Lors de la figure du « Cœur percé », la formation italienne se divise en trois groupes d'avions : deux groupes comportant respectivement cinq et quatre appareils dessinent avec leurs traînées dans le ciel une figure en forme de cœur qui est pénétrée par le dernier appareil — le « solo » — arrivant face au public à une vitesse de l'ordre de 800 km/h.
L'accident est dû à une erreur de pilotage. En effet, le « solo » qui est arrivé trop vite, trop tôt et trop bas, heurte l'un des deux groupes formant le « Cœur percé » à une altitude inférieure à 40 mètres. Deux des appareils touchés par le « solo » s'écrasent le long de la piste, emportant avec eux un hélicoptère au sol — de type Black Hawk — faisant partie du centre médical de secours et tuant son équipage.
Dans le même temps, le « solo » en flammes se dirige vers la foule massée le long de la piste et s'écrase sur l’échoppe d'un marchand de glaces, très fréquentée ce jour-là, répandant sur la foule son carburant qui s'enflamme immédiatement. Examinant a posteriori les films qui ont été tournés au moment de l'accident, les enquêteurs pensent que le « solo » a voulu corriger sa position en sortant son train d'atterrissage.
Un seul parmi les trois pilotes a le temps de faire fonctionner son siège éjectable mais son parachute ne peut se déployer suffisamment avant l’impact au sol : ce pilote meurt donc aussi dans l'accident.
Les sept appareils de la patrouille encore en l’air continuent à faire des cercles au-dessus de l’aérodrome avant d'obtenir l'autorisation de se poser sur la base de Sembach, à proximité.

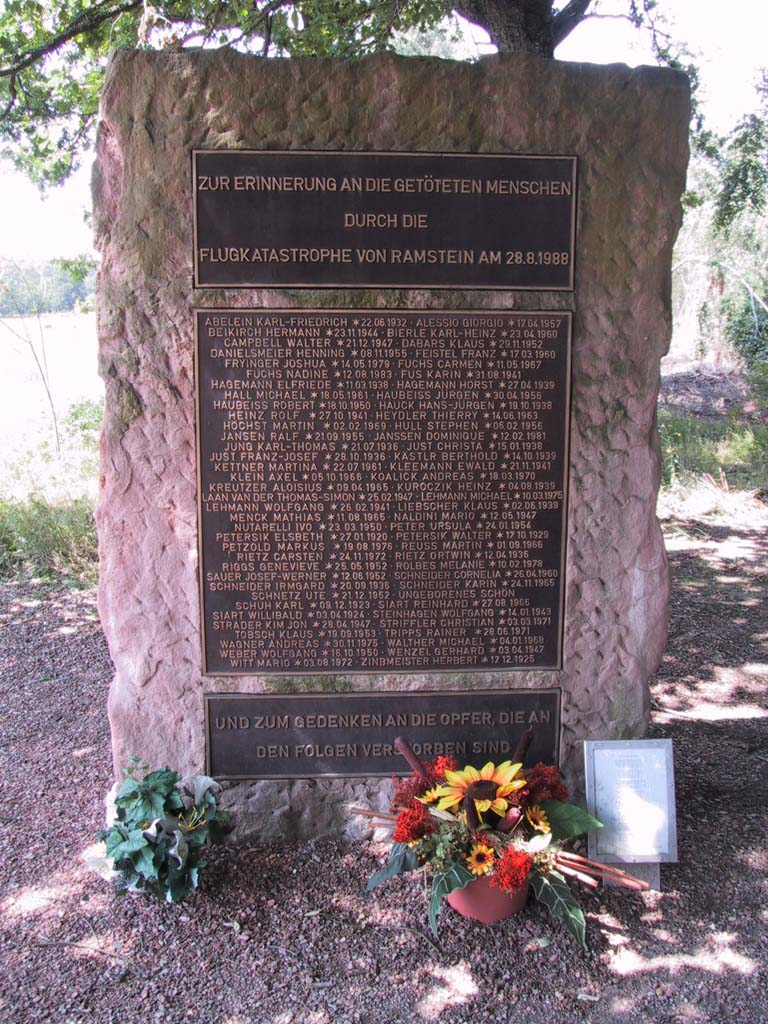
Monument pour les victimes de l'accident.

## Conséquences
À la suite de cet accident, les rencontres aériennes sont interdites pendant trois ans sur le territoire de l'Allemagne de l'Ouest. De nouvelles règles de sécurité sont mises en place :
- augmentation de la distance et de l'altitude à 400 mètres selon les types d'appareil ;
- interdiction des manœuvres en direction des spectateurs ;
- chaque manœuvre doit avoir été approuvée préalablement par les autorités.

## Dans la culture
Le groupe allemand Rammstein tire son nom de cet accident. Le « m » a originellement été doublé par mégarde, mais le groupe a ensuite décidé de conserver l'erreur initiale. Les membres du groupe ont également écrit une chanson intitulée Rammstein, en hommage aux victimes de la catastrophe.
Une des brèves radiophoniques audibles en fond sonore durant le film français Itinéraire d'un enfant gâté (1988) traite de l'accident de Ramstein.
Le producteur de musique électronique et DJ Boris Brejcha faisait partie du public et fut blessé dans l'accident.